# Live at College Street Music Hall May 26, 2017
Live at College Street Music Hall May 26, 2017 je koncertní album americké hudební skupiny Animal Collective. Vydáno bylo bez předchozího oznámení dne 21. prosince 2017, a to přes internetovou stránku Bandcamp. Veškeré finanční prostředky vydělané na prodeji nahrávky byly darovány neziskové organizaci Direct Relief. Záznam pochází z koncertu, který kapela odehrála dne 26. května 2017 v sále College Street Music Hall v connecticutském městě New Haven.

## Seznam skladeb
1. Peacemaker – 9:15
2. Lying in the Grass – 6:33
3. Hounds of Bairro 	6:53
4. Water Curses – 8:11
5. Floridada – 4:28
6. Kids on Holiday – 10:31
7. On Delay – 5:31
8. Sweet Road – 4:51
9. Bees – 4:50
10. Guys Eyes – 9:51
11. Summertime Clothes – 8:05
12. Kinda Bonkers – 6:02
13. Summing the Wretch – 6:23
14. Taste – 6:12